# Orca (schip, 1917)
De Orca is een schip van het varend erfgoed dat wordt gebruikt als wachtschip door de scouts van Scouting Albrandswaard, een groep van Scouting Nederland in Poortugaal, Admiraliteit 6 Van de Maze. De scouts gebruiken het schip tijdens kampen als slaapplaats en als varend clubhuis. Aan boord kan dan worden gekookt, gegeten en geslapen en overdag zwerven de lelievletten rondom het schip over het water. Gewoonlijk liggen die bij het Zeeverkennerscentrum Brielle aan het Brielse Meer.

## Geschiedenis
Het schip is gebouwd als motorschip in Raamsdonksveer. In 1946 werd op de kaart van het schip bij de Scheepsmetingsdienst opgetekend dat er een 20 pk Deutz diesel voor de voortstuwing in stond, naast een 75 pk Deutz dieselpompmotor in de pompkamer. 
Het schip werd gekocht en gebruikt door de Willem de Zwijgergroep in Charlois, met de ligplaats in de Waalhaven, op korte afstand van het groepshuis aan de Korperweg. De groep is daar vertrokken en het schip is overgedragen aan Scouting Albrandswaard. Het heeft echter nog steeds zijn ligplaats in de Waalhaven.  
In de loop der jaren is het schip vaak op de helling geweest en zijn er herstellingen en verbeteringen aangebracht. Het schip is hier en daar gedubbeld, de gangboorden zijn hersteld, het heeft een nieuw roer gekregen en alle huiddoorvoeren zijn vervangen.

## Liggers Scheepmetingsdienst[2]
| Meetnummer | District en volgnr. | Meetdatum        | Meetplaats     | Lengte [m] | Breedte [m] | Inzinking [m] | Waterverplaatsing [ton] | Naam               | Eigenaar                          | Domicilie |
| ---------- | ------------------- | ---------------- | -------------- | ---------- | ----------- | ------------- | ----------------------- | ------------------ | --------------------------------- | --------- |
| Zb1040N    | Zevenbergen         | 27 februari 1917 | Raamsdonksveer | 16,45      | 3,78        | –             | 25,827                  | 'T LEVEN IS STRIJD | Jacob Huibert van der Sluijs      | Drimmelen |
| R15363N    | Rotterdam           | 30 augustus 1946 | Rotterdam      | 18,97      | 3,76        | 0,97          | 7,472                   | DELFLAND           | N.V. Scheepvaartmij. Zuid Holland | Rotterdam |